# In America (série télévisée)
In America est une série télévisée française en trente épisodes de 26 minutes créée par Vincent Primault et Hédi Tillette de Clermont-Tonnerre, produite par MakingProd et Prime & Co, réalisée par Alexis Charrier et diffusée entre le 3 février 2014 et le 20 avril 2017 sur OCS City.

## Synopsis
David Cap est un homme d'affaires stressé et arrogant, à la tête d'une entreprise spécialisée dans le soin de la calvitie. Pour sauver sa société de la faillite, son seul espoir c'est de se rendre au salon du cheveu qui se tient à Vegas, et d'y vendre sa dernière invention, l'Évolutif. Michel Mousset est un passionné de sofa, dont le comportement se rapproche plus de l'adolescent attardé que de l'adulte responsable. Pourtant, derrière cette immaturité, se cache l'un des meilleurs « danseurs sur canapé » de France. Michel est bien décidé à prouver son talent en participant à la "Sofa's Cup" qui a lieu elle aussi à… Vegas. À la suite de la pression exercée par Catherine, qui est à la fois la femme de Michel et la sœur de David, ces deux hommes qui se détestent sont forcés à voyager ensemble. Dès leur arrivée rien ne se déroule comme prévu et ils se retrouvent embrigadés dans une aventure qui les dépasse, et qui va les obliger à surmonter leurs différences.

## Fiche technique
- Créateurs : Vincent Primault, Hédi Tillette de Clermont-Tonnerre
- Réalisateur : Alexis Charrier
- Producteur : Stéphane Drouet
- Producteur exécutif : Noor Sadar
- Coordinateur USA : Jonathan Taylor
- Scénaristes : Vincent Primault, Hédi Tillette de Clermont-Tonnerre, Jérémie Galan
- Directrice littéraire : Marine Maugrin Legagneur
- Assistants-réalisateurs : Prune Brachet, Carole Reinhard et Pascale Guerre
- Directeur de la photographie : Hervé Lode
- Cadreur : Julien Veron et Pierre-Hubert Martin
- Chef Costumière : Florence Sadaune
- Chef Maquilleuse/Coiffeuse : Michelle Constantinides, Amélie Bouilly
- Chefs monteur : Bertrand Nail
- Ingénieur du son : Stéphane Roche
- Montage son/Mixage : Emilien Bernaux
- VFX : Damien Maric
- Générique : Vincent Defossé, Benjamin Raimbault
- Compositeurs : Romain Vissol, Theophile Collier
- Interprète : Anne Brugière

## Distribution

### Acteurs principaux
- Vincent Primault : David Cap (40 ans) a fini ses études dans les années 1980 avec une idée en tête, ou plutôt sur la tête, celle de faire carrière dans le cheveu. Il s’est fait tout seul et le revendique. Entrepreneur de père en fils David Cap n’a qu’une idée en tête réussir. Alors qu’il vit le parfait amour avec sa femme Véronique, la société Cap Entreprise subit les premières secousses de la crise. David doit réagir vite pour sauver son entreprise. Il met au point une révolution dans le cheveu : L’Évolutif. Une machine capable de faire repousser les cheveux. Proche de la banqueroute, David décide de tout miser sur son prototype et d’aller le présenter au salon international du cheveu à Las Vegas. Alors qu’il part là-bas pour sauver sa boite sa sœur Catherine lui demande de voyager avec Michel son beau-frère qui part lui aussi à Vegas pour la Sofa’s Cup[3].

- Hédi Tillette de Clermont-Tonnerre : Michel Mousset (40 ans) est né à Évry dans les années 1970. Fils unique de petits commerçants, il quitte très vite l’école et entre dans la vie active. Après une formation d’assembleur-menuisier, il devient vendeur-lino chez Mondial Moquette. Mais très vite, Michel s’ennuie et démissionne. Après un bref passage chez Cuir Center, où il développe une passion pour la vachette et le management à l’américaine, il est engagé comme responsable au rayon canapé chez Home Center Évry Soleil 2. Michel s’épanouit dans une activité qui est devenue sa véritable raison de vivre : Le canapé en cuir. Cette passion pour les canapés, il la tient aussi de son père qui lui fera découvrir la « Sofa’s dance ». Une compétition artistique et sportive qui consiste à danser sur et autour d’un canapé. Depuis des années il ne rêve que d’une chose participer à la « Sofa’s Cup » qui a lieu chaque année à Las Vegas : pour la remporter et ainsi prouver à sa famille qu’il n’est pas un loser, mais aussi peut-être pour retrouver son père qui a disparu lors de la finale de 82[4].

### Personnages secondaires
- Claire Pataut : Catherine Mousset (37 ans) est la femme de Michel. Catherine est autoritaire et a l’impression d’avoir deux enfants à la maison : Théo son fils de 16 ans et Michel son mari. Elle admire la passion de son homme mais ne cesse de le lui reprocher car cette passion envahissante coûte cher. Infirmière libérale, le couple Mousset a du mal à joindre les deux bouts. Catherine est très proche et admirative de la réussite professionnelle de son frère, ce qui exaspère Michel.

- Jeanne Bournaud : Véronique Cap (32 ans) est une femme moderne et indépendante. Elle rencontre David lors du salon international du soin du cheveu de Lausanne. C‘est le coup de foudre. Elle sera le moteur de l’ascension fulgurante de Cap entreprise. Alors que l’entreprise subit les affres de la crise, le couple se fissure. Catherine s’éloigne… de son mari.

- Zoé Duchesne : Chloé St-George (27 ans) Fille de chasseur de primes, Chloé sillonne l'Amérique du Nord à la recherche de criminels en cavale… Rompue à toutes les techniques de combats, cette très jolie Québécoise au parlé franc ne connaît que l’univers macho et violent de la chasse à l’homme. C’est au contact de nos deux héros que sa part de féminité va resurgir.

## Épisodes

### Première saison (2014)
1. Rêve américain
2. Un nouveau départ
3. Sacha Show
4. Maudit criss
5. La Flèche brisée
6. La Mort aux trousses
7. Délivrance
8. Le Crabe
9. The Trip
10. À qui perd gagne?

### Deuxième saison (2015)
En octobre 2014, la production a repris au Brésil, en Amérique du Sud.
Elle est diffusée sur OCS City dès le 1er juin 2015.
1. Tudo bem
2. Back to Be Daddy
3. Very Bad Trip
4. Mon père ce héros
5. Les Liens du sang
6. Prison Bio
7. Soleil Levant
8. Karaté Kid
9. Sans peur et sans reproche
10. Clic

### Troisième saison (2017)
Elle est diffusée sur OCS City depuis le 23 mars 2017.
1. Au bout du tunnel
2. Chasseurs Cueilleurs
3. All Is Lost
4. Seconde chance
5. Midnight Express
6. On connaît la chanson
7. Arc de Triomphe
8. Mon père ce héros
9. Vendredi
10. La Dernière Danse

## Récompenses
La série est primée Pyrénées d’Or de la Meilleure Série lors du Festival des créations télévisuelles de Luchon de 2014.